# Список Героев Советского Союза (Набиев — Немудрый)
В настоящем списке представлены в алфавитном порядке все Герои Советского Союза, чьи фамилии начинаются с буквы «Н» (всего 363 человека, из них трое удостоены звания дважды). Список содержит даты Указов Президиума Верховного Совета СССР о присвоении звания, информацию о роде войск, должности и воинском звании Героев на дату представления к присвоению звания Героя Советского Союза, годах их жизни.
Ударения в фамилиях Героев приведены по книге «Герои Советского Союза: Краткий биографический словарь / Пред. ред. коллегии И. Н. Шкадов. — М.: Воениздат, 1988. — Т. 2 /Любов — Ящук/. — 863 с. — 100 000 экз. — ISBN 5-203-00536-2.».
- Персиковым цветом  в таблице выделены Герои, удостоенные звания дважды и более раз.
- Серым цветом  в таблице выделены Герои, представленные к званию посмертно.

| Навигационная таблица | Навигационная таблица                |
| --------------------- | ------------------------------------ |
| «Н»                   | Набиев Вали — Немудрый Иван          |
| «Н»                   | Немцев Иван — Николаенко Владимир    |
| «Н»                   | Николаенко Евгений — Нюхтиков Михаил |

| № п/п | Фамилия Имя Отчество | Дата Указа            | Род войск                           | Должность | Звание                             | Годы жизни              | БС ГС НЛ                        |
| ----- | --- | --------------------- | ----------------------------------- | --- | ---------------------------------- | ----------------------- | ------------------------------- |
| 1     | Наби́ев Вали Набиевич узб. Nabiyev Vali Nabiyevich                                                                             | 15.01.1944            | кавалерия                           | помощник командира сабельного взвода 60-го гвардейского кавалерийского полка 16-й гвардейской кавалерийской дивизии 7-го гвардейского кавалерийского корпуса 61-й армии Центрального фронта                                                      | гвардии старшина                   | 31.01.1916 — 06.03.2000 | [ БС 1 ] [ ГС 1 ] [ НЛ 1 ]      |
| 2     | Набо́йченко Пётр Порфирьевич укр. Набойченко Петро Порфирович                                                                  | 24.03.1945            | пехота                              | пулемётчик 12-го гвардейского стрелкового полка 5-й гвардейской стрелковой дивизии 11-й гвардейской армии 3-го Белорусского фронта | гвардии ефрейтор                   | 22.06.1925 — 14.07.1944 | [ БС 2 ] [ ГС 2 ] [ НЛ 2 ]      |
| 3     | Набо́рский Иван Савельевич | 10.04.1945            | танкист                             | командир танковой роты 93-й отдельной танковой бригады 4-й танковой армии 1-го Украинского фронта | старший лейтенант                  | 01.01.1914 — 22.02.1972 | [ БС 2 ] [ ГС 3 ] [ НЛ 3 ]      |
| 4     | Навро́цкий Михаил Алексеевич укр. Навроцький Михайло Олексійович                                                               | 27.03.1942            | авиация                             | штурман самолёта 132-го скоростного бомбардировочного авиационного полка 64-й авиационной дивизии 18-й армии Южного фронта | лейтенант                          | 03.07.1911 — 09.04.1964 | [ БС 2 ] [ ГС 4 ] [ НЛ 4 ]      |
| 5     | Навро́цкий Михаил Карпович укр. Навроцький Михайло Карпович                                                                    | 05.11.1944            | авиация                             | штурман отряда 12-го гвардейского авиационного полка 12-й авиационной дивизии 7-го авиационного корпуса Авиации дальнего действия | гвардии старший лейтенант          | 01.11.1919 — 09.07.1991 | [ БС 2 ] [ ГС 5 ] [ НЛ 5 ]      |
| 6     | Нага́ев Епифан Иванович | 20.12.1943            | пехота                              | командир пулемётного взвода 282-го гвардейского стрелкового полка 92-й гвардейской стрелковой дивизии 37-й армии Степного фронта | гвардии лейтенант                  | 14.10.1914 — 06.04.1944 | [ БС 2 ] [ ГС 6 ] [ НЛ 6 ]      |
| 7     | Наги́бин Николай Анисимович | 27.06.1945            | пехота                              | пулемётчик 50-го гвардейского стрелкового полка 15-й гвардейской стрелковой дивизии 5-й гвардейской армии 1-го Украинского фронта | гвардии красноармеец               | 1924 — 25.01.1945       | [ БС 2 ] [ ГС 7 ] [ НЛ 7 ]      |
| 8     | Нагирня́к Дмитрий Васильевич укр. Нагірняк Дмитро Васильович                                                                   | 13.09.1944            | танкист                             | заместитель по строевой части командира 22-й гвардейской танковой бригады 5-го гвардейского танкового корпуса 6-й танковой армии 2-го Украинского фронта                                                                                         | гвардии подполковник               | 05.04.1909 — 25.08.1944 | [ БС 3 ] [ ГС 8 ] [ НЛ 8 ]      |
| 9     | Нагнибеда́ Семён Маркович укр. Нагнибіда Семен Маркович                                                                        | 19.03.1944            | инженер                             | сапёр 269-го отдельного сапёрного батальона 12-й армии Юго-Западного фронта | красноармеец                       | 1905 — 10.10.1943       | [ БС 4 ] [ ГС 9 ] [ НЛ 9 ]      |
| 10    | Нагови́цин Пимен Николаевич | 13.09.1944            | пехота                              | командир отделения роты автоматчиков 529-го стрелкового полка 163-й стрелковой дивизии 40-й армии 2-го Украинского фронта | младший сержант                    | 1924 — 06.10.1944       | [ БС 4 ] [ ГС 10 ] [ НЛ 10 ]    |
| 11    | Наго́рный Виктор Сергеевич укр. Нагорний Віктор Сергійович                                                                     | 01.07.1944            | авиация                             | командир звена 293-го истребительного авиационного полка 11-го смешанного авиационного корпуса 15-й воздушной армии 2-го Прибалтийского фронта                                                                                                   | старший лейтенант                  | 26.10.1922 — 12.07.1964 | [ БС 4 ] [ ГС 11 ] [ НЛ 11 ]    |
| 12    | Наго́рный Михаил Петрович укр. Нагорний Михайло Петрович                                                                       | 15.01.1944            | кавалерия                           | помощник командира сабельного взвода 58-го гвардейского кавалерийского полка 16-й гвардейской кавалерийской дивизии 7-го гвардейского кавалерийского корпуса 61-й армии Центрального фронта                                                      | гвардии старший сержант            | 28.11.1917 — 22.11.1972 | [ БС 4 ] [ ГС 12 ] [ НЛ 12 ]    |
| 13    | Нагулья́н Мартирос Карапетович (Нагулян Мартирос Карапетович, Нагулян Мардирос Карапетович) арм. Նագուլյան Մարտիրոս            | 18.08.1945            | авиация                             | командир звена 593-го штурмового авиационного полка 332-й штурмовой авиационной дивизии 4-й воздушной армии 2-го Белорусского фронта | лейтенант                          | 01.01.1920 — 06.04.1945 | [ БС 4 ] [ ГС 13 ] [ НЛ 13 ]    |
| 14    | Нагума́нов Дайлягай Сираевич (Нагуманов Давлетгарей Сыраевич, Нагуманов Дайлячай Сыраевич) тат. Ногманов Дәүләтгәрәй Сирай улы | 24.03.1945            | инженер                             | командир взвода танков-тральщиков 166-го отдельного инженерного танкового полка 2-й штурмовой инженерно-сапёрной бригады 70-й армии 1-го Белорусского фронта                                                                                     | старший лейтенант                  | 06.10.1922 — 12.10.1944 | [ БС 4 ] [ ГС 14 ] [ НЛ 14 ]    |
| 15    | Наде́ждин Пётр Филиппович | 19.08.1944            | авиация                             | командир звена 807-го штурмового авиационного полка 206-й штурмовой авиационной дивизии 7-го штурмового авиационного корпуса 8-й воздушной армии 4-го Украинского фронта                                                                         | лейтенант                          | 02.04.1921 — 26.04.1944 | [ БС 4 ] [ ГС 15 ] [ НЛ 15 ]    |
| 16    | Наде́ждин Фёдор Алексеевич | 22.02.1944            | артиллерия                          | командир батареи 100-го артиллерийского полка 93-й стрелковой дивизии 52-й армии Степного фронта | старший лейтенант                  | 05.06.1917 — 06.10.1943 | [ БС 5 ] [ ГС 16 ] [ НЛ 16 ]    |
| 17    | Наде́жкин Герасим Мартемьянович                                                                                                | 19.03.1944            | пехота                              | командир батальона 5-й гвардейской отдельной мотострелковой бригады 3-й гвардейской армии 4-го Украинского фронта | гвардии майор                      | 25.10.1914 — 21.08.1974 | [ БС 6 ] [ ГС 17 ] [ НЛ 17 ]    |
| 18    | Надён Иван Петрович укр. Надьон Іван Петрович                                                                                 | 13.09.1944            | пехота                              | автоматчик 529-го стрелкового полка 163-й стрелковой дивизии 40-й армии 2-го Украинского фронта | красноармеец                       | 05.01.1924 — 05.11.1944 | [ БС 6 ] [ ГС 18 ] [ НЛ 18 ]    |
| 19    | Надто́чеев Георгий Мефодиевич бел. Надтачэеў Георгій Мяфодзьевіч                                                               | 13.04.1944            | авиация                             | лётчик 76-го гвардейского штурмового авиационного полка 1-й гвардейской штурмовой авиационной дивизии 8-й воздушной армии 4-го Украинского фронта                                                                                                | гвардии младший лейтенант          | 27.10.1916 — 25.04.1944 | [ БС 6 ] [ ГС 19 ] [ НЛ 19 ]    |
| 20    | Надто́чий Иван Иванович укр. Надточій Іван Іванович                                                                            | 13.11.1943            | комиссар                            | комсорг батальона 1131-го стрелкового полка 337-й стрелковой дивизии 40-й армии Воронежского фронта | лейтенант                          | 14.01.1922 — 01.08.1983 | [ БС 6 ] [ ГС 20 ] [ НЛ 20 ]    |
| 21    | Наду́тый Михаил Иванович укр. Надутий Михайло Іванович                                                                         | 28.04.1945            | инженер                             | сапёр 21-го гвардейского отдельного моторизированного сапёрного батальона 5-го гвардейского танкового корпуса 6-й гвардейской танковой армии 2-го Украинского фронта                                                                             | гвардии красноармеец               | 20.09.1925 — 27.12.1944 | [ БС 6 ] [ ГС 21 ] [ НЛ 21 ]    |
| 22    | Наза́ренко Александр Константинович                                                                                            | 31.05.1945            | танкист                             | командир танковой роты 40-й гвардейской танковой бригады 11-го гвардейского танкового корпуса 1-й гвардейской танковой армии 1-го Белорусского фронта                                                                                            | гвардии старший лейтенант          | 14.04.1921 — 19.08.2010 | [ БС 6 ] [ ГС 22 ] [ НЛ 22 ]    |
| 23    | Назаре́нко Владимир Афанасьевич укр. Назаренко Володимир Опанасович                                                            | 07.04.1940            | пехота                              | командир роты 77-го стрелкового полка 80-й стрелковой дивизии 13-й армии Северо-Западного фронта | лейтенант                          | 1906 — 07.07.1971       | ——                              |
| 24    | Назаре́нко Дмитрий Павлович укр. Назаренко Дмитро Павлович                                                                     | 13.12.1942            | авиация                             | командир эскадрильи 131-го истребительного авиационного полка 217-й истребительной авиационной дивизии 4-й воздушной армии Закавказского фронта                                                                                                  | капитан                            | 26.11.1917 — 19.10.1969 | [ БС 6 ] [ ГС 24 ] [ НЛ 23 ]    |
| 25    | Назаре́нко Николай Николаевич укр. Назаренко Микола Миколайович                                                                | 10.04.1945            | артиллерия                          | разведчик 32-го артиллерийского полка 31-й стрелковой дивизии 52-й армии 1-го Украинского фронта | красноармеец                       | 20.05.1922 — 25.01.1945 | [ БС 7 ] [ ГС 25 ] [ НЛ 24 ]    |
| 26    | Наза́ренко Павел Иванович | 24.03.1945            | Авточасти и шофёры всех родов войск | старший шофёр боевой машины БМ-13 3-го гвардейского отдельного миномётного полка 3-го гвардейского кавалерийского корпуса 3-го Белорусского фронта                                                                                               | гвардии старший сержант            | 24.05.1918 — 26.06.1944 | [ БС 8 ] [ ГС 26 ] [ НЛ 25 ]    |
| 27    | Назаре́нко Пётр Данилович укр. Назаренко Петро Данилович                                                                       | 24.12.1943            | артиллерия                          | командующий артиллерией 161-й стрелковой дивизии 40-й армии Воронежского фронта | подполковник                       | 1909 — 19.04.1944       | [ БС 8 ] [ ГС 27 ] [ НЛ 26 ]    |
| 28    | Назаре́нко Яков Исаевич укр. Назаренко Яків Ісайович                                                                           | 28.04.1945            | инженер                             | командир отделения моторизированной инженерной разведывательной роты 12-й штурмовой инженерной сапёрной бригады РГК в составе 46-й армии 3-го Украинского фронта                                                                                 | гвардии старшина                   | 06.08.1910 — 21.02.1975 | [ БС 8 ] [ ГС 28 ] [ НЛ 27 ]    |
| 29    | Наза́ркин Владимир Захарович                                                                                                   | 21.07.1944            | артиллерия                          | командир батареи 1326-го лёгкого артиллерийского полка 71-й лёгкой артиллерийской бригады 5-й гвардейской артиллерийской дивизии 3-го артиллерийского корпуса прорыва РГК в составе 21-й армии Ленинградского фронта                             | старший лейтенант                  | 02.10.1914 — 24.02.1989 | [ БС 8 ] [ ГС 29 ] [ НЛ 28 ]    |
| 30    | Наза́ров Александр Александрович                                                                                               | 27.06.1945            | пехота                              | командир взвода 243-го стрелкового полка 181-й стрелковой дивизии 13-й армии 1-го Украинского фронта | младший лейтенант                  | 25.05.1925 — 07.02.1945 | [ БС 8 ] [ ГС 30 ] [ НЛ 29 ]    |
| 31    | Наза́ров Александр Максимович                                                                                                  | 13.09.1944            | пехота                              | командир взвода 369-й отдельной разведывательной роты 294-й стрелковой дивизии 52-й армии 2-го Украинского фронта | старший сержант                    | 24.08.1923 — 09.06.2001 | [ БС 9 ] [ ГС 31 ] [ НЛ 30 ]    |
| 32    | Наза́ров Александр Петрович | 22.07.1944            | комиссар                            | агитатор политотдела 43-й армии 1-го Прибалтийского фронта | майор                              | 12.12.1919 — 25.06.1944 | [ БС 10 ] [ ГС 32 ] [ НЛ 31 ]   |
| 33    | Наза́ров Алексей Прокопьевич                                                                                                   | 26.10.1943            | артиллерия                          | орудийный номер 451-го гаубичного артиллерийского полка 40-й гаубичной артиллерийской бригады 11-й артиллерийской дивизии прорыва РГК в составе 6-й армии Юго-Западного фронта                                                                   | красноармеец                       | 21.05.1924 — 06.07.2010 | [ БС 10 ] [ ГС 33 ] [ НЛ 32 ]   |
| 34    | Наза́ров Алексей Тимофеевич | 19.08.1944            | авиация                             | заместитель командира 18-го гвардейского авиационного полка 2-й гвардейской авиационной дивизии 2-го гвардейского авиационного корпуса Авиации дальнего действия                                                                                 | гвардии подполковник               | 04.03.1912 — 20.09.1951 | [ БС 10 ] [ ГС 34 ] [ НЛ 33 ]   |
| 35    | Наза́ров Иван Михайлович | 24.03.1945            | пехота                              | командир взвода 953-го стрелкового полка 257-й стрелковой дивизии 51-й армии 1-го Прибалтийского фронта | младший лейтенант                  | 16.09.1922 — 16.07.1974 | [ БС 10 ] [ ГС 35 ] [ НЛ 34 ]   |
| 36    | Наза́ров Илья Семёнович | 13.09.1944            | пехота                              | командир отделения роты автоматчиков 929-го стрелкового полка 254-й стрелковой дивизии 52-й армии 2-го Украинского фронта | старший сержант                    | 02.08.1918 — 30.05.1944 | [ БС 10 ] [ ГС 36 ] [ НЛ 35 ]   |
| 37    | Наза́ров Константин Александрович арм. Նազարով Կոնստանտին                                                                      | 21.02.1945            | артиллерия                          | командир батареи 1184-го истребительно-противотанкового артиллерийского полка 20-й отдельной истребительно-противотанковой артиллерийской бригады РГК в составе 65-й армии 1-го Белорусского фронта                                              | капитан                            | 17.08.1923 — 08.10.1996 | [ БС 10 ] [ ГС 37 ] [ НЛ 36 ]   |
| 38    | Наза́ров Туйчи тадж. Назаров Тӯйчӣ                                                                                             | 10.04.1945            | пехота                              | стрелок мотострелкового батальона 17-й гвардейской механизированной бригады 6-го гвардейского механизированного корпуса 4-й танковой армии 1-го Украинского фронта                                                                               | гвардии красноармеец               | 15.05.1896 — 18.08.1974 | [ БС 10 ] [ ГС 38 ] [ НЛ 37 ]   |
| 39    | Наза́рова Клавдия Ивановна | 20.08.1945            | партизан                            | организатор и руководитель подпольной комсомольской организации города Острова | —                                  | 15.10.1920 — 12.12.1942 | [ БС 10 ] [ ГС 39 ] [ НЛ 38 ]   |
| 40    | Наза́рьев Георгий Андреевич | 10.04.1945            | пехота                              | командир отделения мотострелкового батальона 17-й гвардейской механизированной бригады 6-го гвардейского механизированного корпуса 4-й танковой армии 1-го Украинского фронта                                                                    | гвардии сержант                    | 10.06.1925 — 02.08.1994 | [ БС 11 ] [ ГС 40 ] [ НЛ 39 ]   |
| 41    | Нази́мов Константин Савельевич                                                                                                 | 26.10.1944            | авиация                             | командир эскадрильи 254-го истребительного авиационного полка 269-й истребительной авиационной дивизии 14-й воздушной армии 3-го Прибалтийского фронта                                                                                           | капитан                            | 04.03.1915 — 23.12.1944 | [ БС 12 ] [ ГС 41 ] [ НЛ 40 ]   |
| 42    | Нази́мов Николай Игнатьевич (Назимов Николай Игнатович)                                                                        | 03.06.1944            | комиссар                            | заместитель по политической части командира батальона 687-го стрелкового полка 141-й стрелковой дивизии 60-й армии Центрального фронта | старший лейтенант                  | 1904 — 25.10.1943       | [ БС 12 ] [ ГС 42 ] [ НЛ 41 ]   |
| 43    | Нази́мок Иван Григорьевич | 10.01.1944            | артиллерия                          | командир миномётной роты 465-го стрелкового полка 167-й стрелковой дивизии 38-й армии Воронежского фронта | старший лейтенант                  | 28.01.1923 — 19.04.2009 | [ БС 12 ] [ ГС 43 ] [ НЛ 42 ]   |
| 44    | На́зин Иван Ильич | 01.05.1943            | авиация                             | командир звена 6-го дальнебомбардировочного авиационного полка 132-й бомбардировочной авиационной дивизии 5-й воздушной армии Закавказского фронта                                                                                               | младший лейтенант                  | 10.12.1919 — 17.08.1943 | [ БС 12 ] [ ГС 44 ] [ НЛ 43 ]   |
| 45    | Найде́нко Василий Михайлович укр. Найденко Василь Михайлович                                                                   | 21.04.1943            | авиация                             | командир 126-го истребительного авиационного полка 6-го истребительного авиационного корпуса Московского фронта ПВО | майор                              | 07.12.1915 — 13.01.1969 | [ БС 12 ] [ ГС 45 ] [ НЛ 44 ]   |
| 46    | Найдёнов Григорий Артёмович                                                                                                   | 24.12.1943            | артиллерия                          | командир миномётного дивизиона 9-го миномётного полка РГК в составе 40-й армии Воронежского фронта | старший лейтенант                  | 27.12.1915 — 29.09.2010 | [ БС 12 ] [ ГС 46 ] [ НЛ 45 ]   |
| 47    | Найдёнов Иван Антонович | 24.03.1945            | пехота                              | командир роты автоматчиков 315-го гвардейского горнострелкового полка 128-й гвардейской горнострелковой дивизии 1-й гвардейской армии 4-го Украинского фронта                                                                                    | гвардии лейтенант                  | 23.06.1923 — 16.12.1944 | [ БС 12 ] [ ГС 47 ] [ НЛ 46 ]   |
| 48    | Найдёнов Николай Алексеевич                                                                                                   | 24.08.1943            | авиация                             | командир эскадрильи 563-го истребительного авиационного полка 283-й истребительной авиационной дивизии 16-й воздушной армии Центрального фронта                                                                                                  | старший лейтенант                  | 09.11.1918 — 10.02.1993 | [ БС 13 ] [ ГС 48 ] [ НЛ 47 ]   |
| 49    | На́йдин Григорий Николаевич | 03.06.1944            | танкист                             | командир учебного взвода Челябинского танкового училища | лейтенант                          | 18.11.1917 — 10.12.1977 | [ БС 14 ] [ ГС 49 ] [ НЛ 48 ]   |
| 50    | Наконе́чников Александр Георгиевич                                                                                             | 01.07.1944            | авиация                             | командир 78-го гвардейского штурмового авиационного полка 2-й гвардейской штурмовой авиационной дивизии 16-й воздушной армии 1-го Белорусского фронта                                                                                            | гвардии подполковник               | 16.09.1915 — 08.11.1946 | [ БС 14 ] [ ГС 50 ] [ НЛ 49 ]   |
| 51    | Наконе́чный Анатолий Гаврилович укр. Наконечний Анатолій Гаврилович                                                            | 08.09.1945            | артиллерия                          | начальник штаба 212-го гвардейского гаубичного артиллерийского полка 8-й гвардейской гаубичной артиллерийской бригады 3-й гвардейской артиллерийской дивизии 5-го артиллерийского корпуса прорыва РГК в составе 39-й армии Забайкальского фронта | гвардии майор                      | 06.06.1915 — 14.08.1945 | [ БС 14 ] [ ГС 51 ] [ НЛ 50 ]   |
| 52    | Налепка Ян словац. Nálepka Ján                                                                                                | 02.05.1945            | партизан                            | активный участник партизанской борьбы на Украине, командир словацкого партизанского отряда Житомирского партизанского соединения | —                                  | 20.09.1912 — 16.11.1943 | [ БС 15 ] [ ГС 52 ] [ НЛ 51 ]   |
| 53    | Налива́йко Владимир Георгиевич                                                                                                 | 28.04.1945            | пехота                              | командир батальона 1318-го стрелкового полка 163-й стрелковой дивизии 27-й армии 3-го Украинского фронта | капитан                            | 22.01.1922 — 28.02.1997 | [ БС 14 ] [ ГС 53 ] [ НЛ 52 ]   |
| 54    | Нали́мов Григорий Сергеевич | 28.04.1945            | танкист                             | механик-водитель танка Т-34 36-й гвардейской танковой бригады 4-го гвардейского механизированного корпуса 7-й гвардейской армии 2-го Украинского фронта                                                                                          | гвардии старший сержант            | 22.02.1915 — 20.02.1945 | [ БС 14 ] [ ГС 54 ] [ НЛ 53 ]   |
| 55    | Нали́мов Сергей Венедиктович                                                                                                   | 24.12.1943            | артиллерия                          | помощник командира огневого взвода 57-го гвардейского кавалерийского полка 15-й гвардейской кавалерийской дивизии 7-го гвардейского кавалерийского корпуса Центрального фронта                                                                   | гвардии сержант                    | 15.10.1914 — 07.11.1976 | [ БС 16 ] [ ГС 55 ] [ НЛ 54 ]   |
| 56    | Нанейшви́ли Владимир Варденович груз. ნანეიშვილი ვლადიმერ                                                                      | 21.03.1940            | авиация                             | командир 18-й скоростной авиационной бомбардировочной бригады ВВС 7-й армии Северо-Западного фронта | полковник                          | 01.03.1903 — 16.11.1978 | [ БС 17 ] [ ГС 56 ] [ НЛ 55 ]   |
| 57    | На́рбут Борис Станиславович | 03.06.1944            | инженер                             | командир роты 91-го отдельного инженерного батальона 47-й армии Воронежского фронта | старший лейтенант                  | 25.12.1915 — 08.08.1995 | [ БС 17 ] [ ГС 57 ] [ НЛ 56 ]   |
| 58    | Нарга́н Михаил Николаевич | 24.03.1945            | артиллерия                          | наводчик орудия 121-го кавалерийского полка 32-й кавалерийской дивизии 3-го гвардейского кавалерийского корпуса 3-го Белорусского фронта | сержант                            | 02.11.1924 — 13.02.1971 | [ БС 17 ] [ ГС 58 ] [ НЛ 57 ]   |
| 59    | Наржи́мский Владимир Александрович бел. Наржымскі Уладзімір Аляксандравіч                                                      | 06.03.1945            | авиация                             | заместитель командира эскадрильи 11-го гвардейского истребительного авиационного полка 2-й гвардейской минно-торпедной авиационной дивизии ВВС Черноморского флота                                                                               | гвардии капитан                    | 14.02.1915 — 17.10.1988 | [ БС 17 ] [ ГС 59 ] [ НЛ 58 ]   |
| 60    | Нару́цкий Деонисий Сильвестрович бел. Наруцкі Дыянісій Сільвестравіч                                                           | 24.03.1945            | артиллерия                          | командир 396-го гвардейского тяжёлого самоходного артиллерийского полка 5-й ударной армии 1-го Белорусского фронта | гвардии подполковник               | 18.10.1904 — 04.10.1960 | [ БС 17 ] [ ГС 60 ] [ НЛ 59 ]   |
| 61    | Насарди́нов Гафар Назарович тат. Насардинов Гафар Назар улы                                                                    | 27.06.1945            | пехота                              | командир роты 294-го гвардейского стрелкового полка 97-й гвардейской стрелковой дивизии 5-й гвардейской армии 1-го Украинского фронта | гвардии старший лейтенант          | 26.02.1923 — 22.04.1994 | [ БС 17 ] [ ГС 61 ] [ НЛ 60 ]   |
| 62    | На́сер Гамаль Абдель араб. جمال عبد الناصر‎                                                                                     | 13.05.1964            | —                                   | президент и главнокомандующий вооружёнными силами Объединённой Арабской Республики | —                                  | 15.01.1918 — 28.09.1970 | ——                              |
| 63    | Ната́ров Иван Моисеевич | 21.07.1942            | пехота                              | стрелок 1075-го стрелкового полка 316-й стрелковой дивизии 16-й армии Западного фронта | красноармеец                       | 1910 — 16.11.1941       | [ БС 17 ] [ ГС 63 ] [ НЛ 61 ]   |
| 64    | Нау́менко Виктор Петрович укр. Науменко Віктор Петрович                                                                        | 27.02.1945            | танкист                             | командир танкового батальона 20-й танковой бригады 11-го танкового корпуса 69-й армии 1-го Белорусского фронта | капитан                            | 22.10.1921 — 19.09.2006 | [ БС 18 ] [ ГС 64 ] [ НЛ 62 ]   |
| 65    | Нау́менко Иван Афанасьевич укр. Науменко Іван Опанасович                                                                       | 04.02.1944            | авиация                             | заместитель командира эскадрильи 58-го гвардейского штурмового авиационного полка 2-й гвардейской штурмовой авиационной дивизии 16-й воздушной армии Центрального фронта                                                                         | гвардии старший лейтенант          | 04.10.1918 — 15.09.1986 | [ БС 19 ] [ ГС 65 ] [ НЛ 63 ]   |
| 66    | Нау́менко Степан Иванович укр. Науменко Степан Іванович                                                                        | 12.05.1951            | авиация                             | заместитель по лётной части командира эскадрильи 29-го гвардейского истребительного авиационного полка 50-й истребительной авиационной дивизии 64-го истребительного авиационного корпуса Шанхайской группы войск ПВО                            | майор                              | 07.01.1920 — 20.11.2004 | ——                              |
| 67    | Нау́менко Юрий Андреевич укр. Науменко Юрій Андрійович                                                                         | 27.06.1945            | пехота                              | командир 289-го гвардейского стрелкового полка 97-й гвардейской стрелковой дивизии 5-й гвардейской армии 1-го Украинского фронта | гвардии подполковник               | 05.03.1919 — 06.10.1999 | [ БС 19 ] [ ГС 67 ] [ НЛ 64 ]   |
| 68    | Нау́мов Алексей Фёдорович | 23.09.1943            | танкист                             | командир танка КВ-1 344-го отдельного танкового батальона 91-й отдельной танковой бригады 65-й армии Донского фронта | лейтенант                          | 01.03.1923 — 21.01.1943 | [ БС 19 ] [ ГС 68 ] [ НЛ 65 ]   |
| 69    | Нау́мов Василий Михайлович | 10.04.1945            | пехота                              | командир роты 359-го стрелкового полка 50-й стрелковой дивизии 52-й армии 1-го Украинского фронта | старший лейтенант                  | 27.12.1919 — 28.11.1988 | [ БС 19 ] [ ГС 69 ] [ НЛ 66 ]   |
| 70    | Нау́мов Василий Николаевич | 13.04.1944            | авиация                             | штурман эскадрильи 367-го бомбардировочного авиационного полка 132-й бомбардировочной авиационной дивизии 4-й воздушной армии Северо-Кавказского фронта                                                                                          | старший лейтенант                  | 24.07.1917 — 13.06.1980 | [ БС 19 ] [ ГС 70 ] [ НЛ 67 ]   |
| 71    | Нау́мов Георгий Васильевич | 22.02.1944            | связисты                            | командир взвода связи 276-го гвардейского стрелкового полка 92-й гвардейской стрелковой дивизии 37-й армии Степного фронта | гвардии лейтенант                  | 14.01.1904 — 21.10.1943 | [ БС 20 ] [ ГС 71 ] [ НЛ 68 ]   |
| 72    | Нау́мов Илья Егорович | 13.09.1944            | инженер                             | командир сапёрного взвода 24-го гвардейского воздушно-десантного полка 10-й гвардейской воздушно-десантной дивизии 37-й армии 3-го Украинского фронта                                                                                            | гвардии старший лейтенант          | 20.07.1902 — 21.06.1974 | [ БС 21 ] [ ГС 72 ] [ НЛ 69 ]   |
| 73    | Нау́мов Кондратий Иванович | 22.08.1944            | танкист                             | командир танкового батальона 15-й гвардейской танковой бригады 1-го гвардейского танкового корпуса 65-й армии 1-го Белорусского фронта | гвардии капитан                    | 04.10.1918 — 12.09.1944 | [ БС 21 ] [ ГС 73 ] [ НЛ 70 ]   |
| 74    | Нау́мов Михаил Иванович | 07.03.1943            | партизан                            | активный участник партизанской борьбы на Украине, начальник штаба оперативной группы партизанских отрядов Сумской области, командир партизанского кавалерийского соединения                                                                      | —                                  | 16.10.1908 — 08.02.1974 | [ БС 21 ] [ ГС 74 ] [ НЛ 71 ]   |
| 75    | Нау́мов Николай Александрович                                                                                                  | 14.06.1942            | авиация                             | инспектор по технике пилотирования ВВС Черноморского флота | подполковник                       | 26.11.1909 — 04.08.1993 | [ БС 21 ] [ ГС 75 ] [ НЛ 72 ]   |
| 76    | Нау́мов Пётр Изотович | 24.08.1943            | авиация                             | лётчик-инспектор по технике пилотирования 201-й истребительной авиационной дивизии 2-го смешанного авиационного корпуса 4-й воздушной армии Северо-Кавказского фронта                                                                            | майор                              | 14.10.1915 — 01.06.1987 | [ БС 21 ] [ ГС 76 ] [ НЛ 73 ]   |
| 77    | Нау́мчик Николай Кузьмич бел. Навумчык Мікалай Кузьміч                                                                         | 01.05.1943            | авиация                             | командир эскадрильи 42-го гвардейского истребительного авиационного полка 216-й смешанной авиационной дивизии 4-й воздушной армии Северо-Кавказского фронта                                                                                      | гвардии капитан                    | 15.07.1916 — 17.02.1994 | [ БС 21 ] [ ГС 77 ] [ НЛ 74 ]   |
| 78    | Наурузба́ев Инаят каз. Наурызбаев Инаят                                                                                        | 22.02.1944            | пехота                              | пулемётчик 933-го стрелкового полка 254-й стрелковой дивизии 52-й армии Воронежского фронта | красноармеец                       | 10.09.1918 — 29.04.1999 | [ БС 21 ] [ ГС 78 ] [ НЛ 75 ]   |
| 79    | Неатба́ков Хамит Ахметович (Неотбаков Хамит Ахметович) тат. Неатбаков Хәмит Әхмәт улы                                          | 13.11.1943            | медики                              | санитарный инструктор 520-го стрелкового полка 167-й стрелковой дивизии 38-й армии Воронежского фронта | старший сержант                    | 1904 — 23.09.1944       | [ БС 22 ] [ ГС 79 ] [ НЛ 76 ]   |
| 80    | Невгодо́вский Николай Григорьевич укр. Невгодовський Микола Григорович                                                         | 13.09.1944            | пехота                              | стрелок 429-го стрелкового полка 52-й стрелковой дивизии 57-й армии 3-го Украинского фронта | красноармеец                       | 24.12.1923 — 28.03.1986 | [ БС 23 ] [ ГС 80 ] [ НЛ 77 ]   |
| 81    | Невда́хин Александр Васильевич                                                                                                 | 27.02.1945            | кавалерия                           | пулемётчик 52-го гвардейского кавалерийского полка 14-й гвардейской кавалерийской дивизии 7-го гвардейского кавалерийского корпуса 1-го Белорусского фронта                                                                                      | гвардии красноармеец               | 01.02.1925 — 19.02.1945 | [ БС 23 ] [ ГС 81 ] [ НЛ 78 ]   |
| 82    | Неве́ров Владимир Лаврентьевич                                                                                                 | 17.02.1984            | пехота                              | командир 101-го мотострелкового полка 5-й гвардейской мотострелковой дивизии 40-й армии ограниченного контингента советских войск в Афганистане                                                                                                  | полковник                          | род. 04.05.1945         | ——                              |
| 83    | Невзго́дов Андрей Иванович | 22.02.1944            | пехота                              | стрелковая рота 1310-го стрелкового полка 19-й стрелковой дивизии 7-й гвардейской армии Степного фронта | младший лейтенант                  | 19.10.1919 — 19.10.1943 | [ БС 23 ] [ ГС 83 ] [ НЛ 79 ]   |
| 84    | Невкипе́лый Георгий Терентьевич укр. Невкипелый Георгій Терентійович                                                           | 24.02.1942            | авиация                             | командир эскадрильи 65-го штурмового авиационного полка Московской зоны обороны | лейтенант                          | 03.11.1913 — 15.12.1941 | [ БС 23 ] [ ГС 84 ] [ НЛ 80 ]   |
| 85    | Невпря́га Николай Тимофеевич укр. Невпряга Микола Тимофійович                                                                  | 24.03.1945            | пехота                              | командир отделения 1077-го стрелкового полка 316-й стрелковой дивизии 46-й армии 2-го Украинского фронта | красноармеец                       | 25.12.1925 — 21.05.1918 | [ БС 23 ] [ ГС 85 ] [ НЛ 81 ]   |
| 86    | Не́вский Николай Арсентьевич                                                                                                   | 21.02.1945            | артиллерия                          | командир дивизиона 940-го артиллерийского полка 370-й стрелковой дивизии 69-й армии 1-го Белорусского фронта | капитан                            | 22.02.1922 — 27.10.1989 | [ БС 23 ] [ ГС 86 ] [ НЛ 82 ]   |
| 87    | Него́да Алексей Игнатьевич укр. Негода Олексій Гнатович                                                                        | 29.05.1945            | пехота                              | командир 171-й стрелковой дивизии 3-й ударной армии 1-го Белорусского фронта | полковник                          | 18.10.1909 — 01.01.1975 | [ БС 23 ] [ ГС 87 ] [ НЛ 83 ]   |
| 88    | Недба́ев Василий Иванович | 29.06.1945            | пехота                              | командир 358-го стрелкового полка 136-й стрелковой дивизии 70-й армии 2-го Белорусского фронта | подполковник                       | 25.03.1905 — 21.02.1982 | [ БС 24 ] [ ГС 88 ] [ НЛ 84 ]   |
| 89    | Недба́йло Анатолий Константинович укр. Недбайло Анатолій Костянтинович                                                         | 19.04.1945 29.06.1945 | авиация                             | командир эскадрильи 75-го гвардейского штурмового авиационного полка 1-й гвардейской штурмовой авиационной дивизии 1-й воздушной армии 3-го Белорусского фронта                                                                                  | гвардии капитан                    | 28.01.1923 — 13.05.2008 | [ БС 25 ] [ ГС 89 ] [ НЛ 85 ]   |
| 90    | Недвижа́й Иван Макарович | 24.03.1945            | пехота                              | командир отделения разведки 897-го горнострелкового полка 242-й горнострелковой дивизии 1-й гвардейской армии 4-го Украинского фронта | младший сержант                    | 16.04.1925 — 19.09.1944 | [ БС 25 ] [ ГС 90 ] [ НЛ 86 ]   |
| 91    | Неде́лин Митрофан Иванович | 28.04.1945            | генерал                             | командующий артиллерией 3-го Украинского фронта и заместитель командующего войсками фронта по артиллерии | генерал-полковник артиллерии       | 09.11.1902 — 24.10.1960 | [ БС 25 ] [ ГС 91 ] [ НЛ 87 ]   |
| 92    | Недзве́цкий Иосиф Маркович бел. Нядзвецкі Іосіф Маркавіч                                                                       | 03.02.1940            | —                                   | машинист ледокольного парохода «Георгий Седов» | —                                  | 23.07.1908 — 26.12.1959 | ——                              |
| 93    | Недоги́бченко Леонид Васильевич укр. Недогибченко Леонід Васильович                                                            | 20.04.1945            | морской флот                        | бронебойщик роты противотанковых ружей 384-го отдельного батальона морской пехоты Одесской военно-морского флота Черноморского флота | краснофлотец                       | 09.08.1922 — 27.03.1944 | [ БС 26 ] [ ГС 93 ] [ НЛ 88 ]   |
| 94    | Недогово́ров Виктор Леонтьевич                                                                                                 | 04.06.1944            | артиллерия                          | командир 17-й истребительно-противотанковой артиллерийской бригады РГК в составе войск Калининского фронта | полковник                          | 18.01.1903 — 12.10.1943 | [ БС 27 ] [ ГС 94 ] [ НЛ 89 ]   |
| 95    | Недору́бов Константин Иосифович                                                                                                | 26.10.1943            | кавалерия                           | командир эскадрона народного ополчения 41-го гвардейского кавалерийского полка 11-й гвардейской кавалерийской дивизии 5-го гвардейского кавалерийского корпуса Северо-Кавказского фронта                                                         | гвардии лейтенант                  | 21.05.1889 — 13.12.1978 | [ БС 27 ] [ ГС 95 ] [ НЛ 90 ]   |
| 96    | Недоши́вин Вениамин Георгиевич                                                                                                 | 05.10.1944            | пехота                              | командир роты автоматчиков 92-го стрелкового полка 201-й стрелковой дивизии 42-й армии Ленинградского фронта | лейтенант                          | 05.10.1917 — 25.01.1988 | [ БС 27 ] [ ГС 96 ] [ НЛ 91 ]   |
| 97    | Неживе́нко Павел Гурьевич (Нежевенко Павел Гурьевич)                                                                           | 27.02.1945            | танкист                             | командир танковой роты 50-й гвардейской танковой бригады 9-го гвардейского танкового корпуса 2-й гвардейской танковой армии 1-го Белорусского фронта                                                                                             | гвардии старший лейтенант          | 08.11.1923 — 05.03.1945 | [ БС 27 ] [ ГС 97 ] [ НЛ 92 ]   |
| 98    | Нежига́й Иван Лукич укр. Нежигай Іван Лукич                                                                                    | 27.02.1945            | пехота                              | командир роты 1133-го стрелкового полка 339-й стрелковой дивизии 33-й армии 1-го Белорусского фронта | капитан                            | 08.09.1918 — 10.04.1988 | [ БС 27 ] [ ГС 98 ] [ НЛ 93 ]   |
| 99    | Нежно́в Валентин Степанович | 15.01.1944            | связисты                            | командир взвода связи 29-го гвардейского стрелкового полка 12-й гвардейской стрелковой дивизии 61-й армии Центрального фронта | гвардии старший лейтенант          | 31.05.1915 — 24.01.1944 | [ БС 27 ] [ ГС 99 ] [ НЛ 94 ]   |
| 100   | Нездо́лий Кузьма Павлович укр. Нездолій Кузьма Павлович                                                                        | 24.03.1945            | комиссар                            | комсорг батальона 294-го стрелкового полка 184-й стрелковой дивизии 5-й армии 3-го Белорусского фронта | младший лейтенант                  | 14.11.1923 — 07.05.2010 | [ БС 28 ] [ ГС 100 ] [ НЛ 95 ]  |
| 101   | Незна́кин Алексей Тарасович | 21.02.1945            | артиллерия                          | командир отделения разведки 642-го пушечного артиллерийского полка 24-й пушечной артиллерийской бригады 5-й артиллерийской дивизии 4-го артиллерийского корпуса прорыва РГК в составе 70-й армии 1-го Белорусского фронта                        | сержант                            | 05.10.1915 — 27.07.1993 | [ БС 29 ] [ ГС 101 ] [ НЛ 96 ]  |
| 102   | Неклю́дов Валентин Леонидович                                                                                                  | 05.11.1944            | нквд                                | командир партизанского отряда особого назначения «Боевой» | майор государственной безопасности | 02.07.1910 — 21.05.1979 | ——                              |
| 103   | Некра́сов Александр Степанович                                                                                                 | 24.03.1945            | артиллерия                          | командир орудия 1326-го лёгкого артиллерийского полка 71-й лёгкая артиллерийская бригады 5-й гвардейской артиллерийской дивизии прорыва РГК в составе 52-й армии 2-го Украинского фронта                                                         | сержант                            | 30.09.1925 — 29.09.1944 | [ БС 29 ] [ ГС 103 ] [ НЛ 97 ]  |
| 104   | Некра́сов Андрей Акимович | 29.06.1945            | пехота                              | помощник командира пулемётного взвода 201-го стрелкового полка 84-й стрелковой дивизии 4-й гвардейской армии 3-го Украинского фронта | старший сержант                    | 19.08.1909 — 22.11.1993 | [ БС 29 ] [ ГС 104 ] [ НЛ 98 ]  |
| 105   | Некра́сов Василий Александрович                                                                                                | 16.10.1943            | пехота                              | автоматчик 360-го стрелкового полка 74-й стрелковой дивизии 13-й армии Центрального фронта | красноармеец                       | 21.09.1924 — 24.07.1987 | [ БС 29 ] [ ГС 105 ] [ НЛ 99 ]  |
| 106   | Некра́сов Владимир Петрович | 18.08.1945            | авиация                             | заместитель командира эскадрильи 483-го истребительного авиационного полка 336-й истребительной авиационной дивизии 3-й воздушной армии 1-го Прибалтийского фронта                                                                               | старший лейтенант                  | 14.01.1922 — 13.08.1993 | [ БС 29 ] [ ГС 106 ] [ НЛ 100 ] |
| 107   | Некра́сов Дмитрий Фёдорович | 15.05.1946            | танкист                             | командир роты танков Т-34 41-й гвардейской танковой бригады 7-го механизированного корпуса 2-го Украинского фронта | гвардии лейтенант                  | 07.11.1920 — 10.03.1997 | [ БС 30 ] [ ГС 107 ] [ НЛ 101 ] |
| 108   | Некра́сов Иван Михайлович | 11.09.1941            | пехота                              | командир 586-го стрелкового полка 107-й стрелковой дивизии 24-й армии Резервного фронта | полковник                          | 19.05.1892 — 17.10.1964 | [ БС 31 ] [ ГС 108 ] [ НЛ 102 ] |
| 109   | Некра́сов Леопольд Борисович                                                                                                   | 29.06.1945            | артиллерия                          | командир миномётной роты 248-го гвардейского стрелкового полка 83-й гвардейской стрелковой дивизии 11-й гвардейской армии 3-го Белорусского фронта                                                                                               | гвардии капитан                    | 23.07.1923 — 26.04.1945 | [ БС 31 ] [ ГС 109 ] [ НЛ 103 ] |
| 110   | Некра́сов Николай Васильевич                                                                                                   | 17.05.1944            | пехота                              | командир батальона 932-го стрелкового полка 252-й стрелковой дивизии 53-й армии Степного фронта | капитан                            | 23.12.1915 — 16.08.1968 | [ БС 31 ] [ ГС 110 ] [ НЛ 104 ] |
| 111   | Нели́дов Фёдор Гаврилович | 27.02.1945            | кавалерия                           | командир 52-го гвардейского кавалерийского полка 14-й гвардейской кавалерийской дивизии 7-го гвардейского кавалерийского корпуса 1-го Белорусского фронта                                                                                        | гвардии подполковник               | 10.05.1912 — 29.01.1945 | [ БС 31 ] [ ГС 111 ] [ НЛ 105 ] |
| 112   | Нелю́бин Иван Яковлевич | 29.06.1945            | артиллерия                          | командир орудия 239-го отдельного истребительно-противотанкового дивизиона 113-й стрелковой дивизии 57-й армии 3-го Украинского фронта | младший сержант                    | 29.06.1914 — 08.03.1945 | [ БС 31 ] [ ГС 112 ] [ НЛ 106 ] |
| 113   | Нелю́бин Яков Николаевич | 22.02.1944            | артиллерия                          | командир миномётного взвода 936-го стрелкового полка 254-й стрелковой дивизии 52-й армии Степного фронта | младший лейтенант                  | 03.04.1907 — 01.01.1963 | [ БС 31 ] [ ГС 113 ] [ НЛ 107 ] |
| 114   | Нелю́бов Василий Григорьевич                                                                                                   | 29.06.1945            | танкист                             | командир танка Т-34 242-й танковой бригады 31-го танкового корпуса 1-го Украинского фронта | младший лейтенант                  | 09.05.1914 — 18.03.1945 | [ БС 32 ] [ ГС 114 ] [ НЛ 108 ] |
| 115   | Неме́нко Степан Алексеевич укр. Німенко Степан Олексійович                                                                     | 18.08.1945            | авиация                             | заместитель командира 825-го штурмового авиационного полка 225-й штурмовой авиационной дивизии 15-й воздушной армии 2-го Прибалтийского фронта                                                                                                   | майор                              | 19.12.1911 — 11.06.1983 | [ БС 33 ] [ ГС 115 ] [ НЛ 109 ] |
| 116   | Немиро́вский Николай Николаевич                                                                                                | 31.03.1943            | пехота                              | стрелок 130-го гвардейского стрелкового полка 44-й гвардейской стрелковой дивизии 1-й гвардейской армии Юго-Западного фронта | гвардии красноармеец               | 1921 — 15.01.1943       | [ БС 33 ] [ ГС 116 ] [ НЛ 110 ] |
| 117   | Немко́в Алексей Владимирович                                                                                                   | 29.06.1945            | пехота                              | заместитель командира батальона 118-го гвардейского стрелкового полка 37-й гвардейской стрелковой дивизии 65-й армии 2-го Белорусского фронта | гвардии капитан                    | 30.03.1919 — 29.03.1972 | [ БС 33 ] [ ГС 117 ] [ НЛ 111 ] |
| 118   | Немко́в Иван Андреевич | 24.07.1943            | авиация                             | командир звена 26-й отдельной разведывательной авиационной эскадрильи ВВС Балтийского флота | старший лейтенант                  | 15.03.1914 — 03.05.1943 | [ БС 33 ] [ ГС 118 ] [ НЛ 112 ] |
| 119   | Немко́в Иван Фёдорович | 22.02.1944            | пехота                              | старшина роты 307-го гвардейского стрелкового полка 110-й гвардейской стрелковой дивизии 37-й армии Степного фронта | гвардии старшина                   | 26.05.1917 — 07.10.1970 | [ БС 33 ] [ ГС 119 ] [ НЛ 113 ] |
| 120   | Немти́нов Аким Андреевич | 01.07.1944            | авиация                             | помощник по воздушно-стрелковой службе командира 79-го гвардейского штурмового авиационного полка 2-й гвардейской штурмовой авиационной дивизии 16-й воздушной армии 1-го Белорусского фронта                                                    | гвардии старший лейтенант          | 09.09.1918 — 06.10.1944 | [ БС 33 ] [ ГС 120 ] [ НЛ 114 ] |
| 121   | Нему́дрый Иван Константинович                                                                                                  | 28.04.1945            | артиллерия                          | командир орудия батареи истребительного артиллерийского полка резерва 3-го Украинского фронта | гвардии сержант                    | 1911 — 1944             | [ БС 33 ] [ ГС 121 ] [ НЛ 115 ] |

| Навигационная таблица | Навигационная таблица                |
| --------------------- | ------------------------------------ |
| «Н»                   | Набиев Вали — Немудрый Иван          |
| «Н»                   | Немцев Иван — Николаенко Владимир    |
| «Н»                   | Николаенко Евгений — Нюхтиков Михаил |